# Flechtingen
Flechtingen is een gemeente in de Duitse deelstaat Saksen-Anhalt, en maakt deel uit van de Landkreis Börde. Flechtingen telt 2.819 inwoners.

## Indeling gemeente
De gemeente bestaat uit de volgende Ortsteile:
- Behnsdorf
- Belsdorf
- Böddensell
- Flechtingen
- Flechtingen Bahnhof
- Hasselburg
- Hilgesdorf
- Lemsell

## Geschiedenis
De plaats wordt voor het eerst genoemd in een oorkonde uit 961 en is daarmee een van de oudste plaatsen in de omgeving. De Waterburcht wordt gerekend tot de best bewaarde kastelen van Saksen-Anhalt.

## Trivia
De plaats is een zogenaamd Luftkurort, een luchtkuuroord. De plaats heeft deze status verkregen vanwege de bosrijke omgeving.

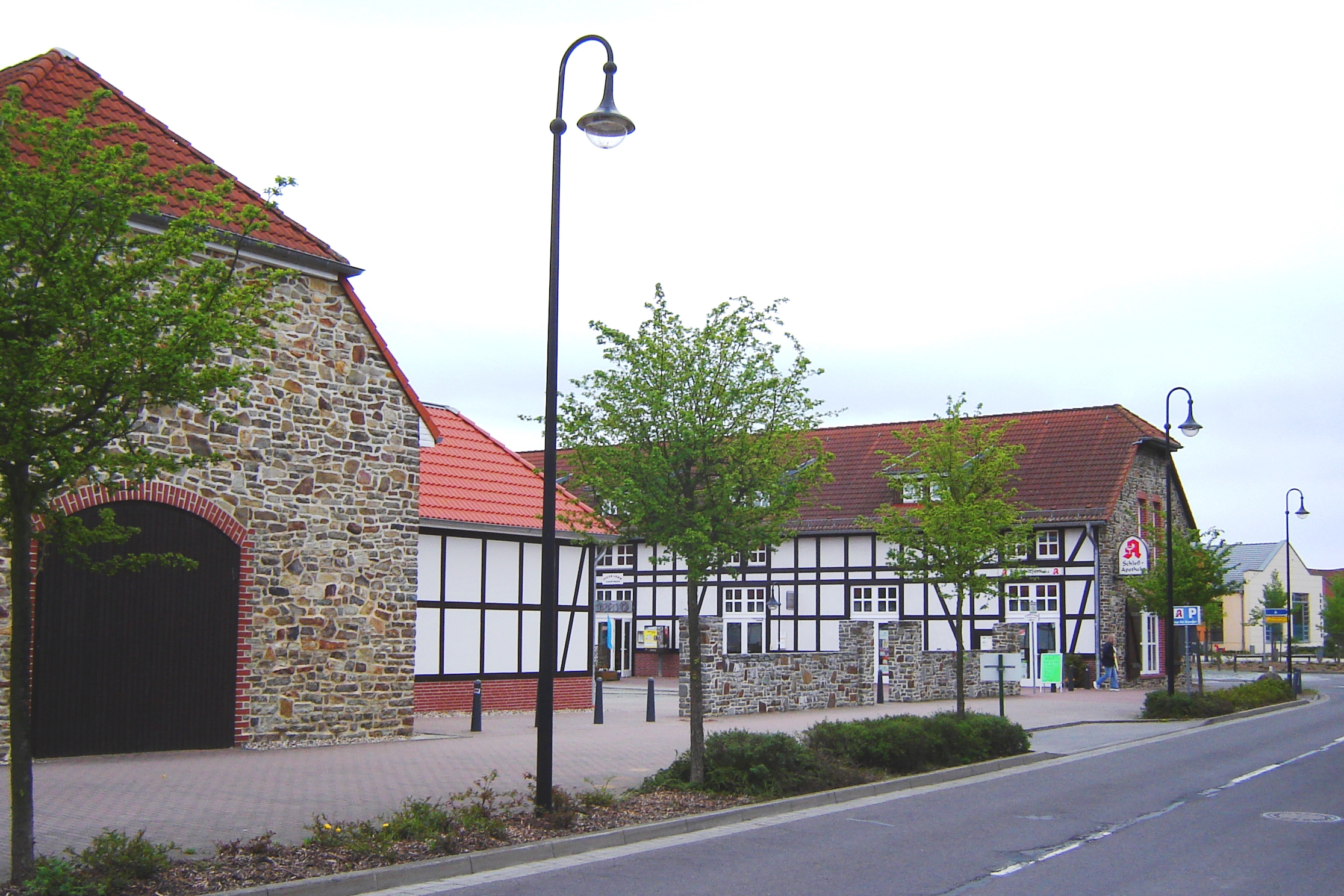
het centrum van Flechtingen

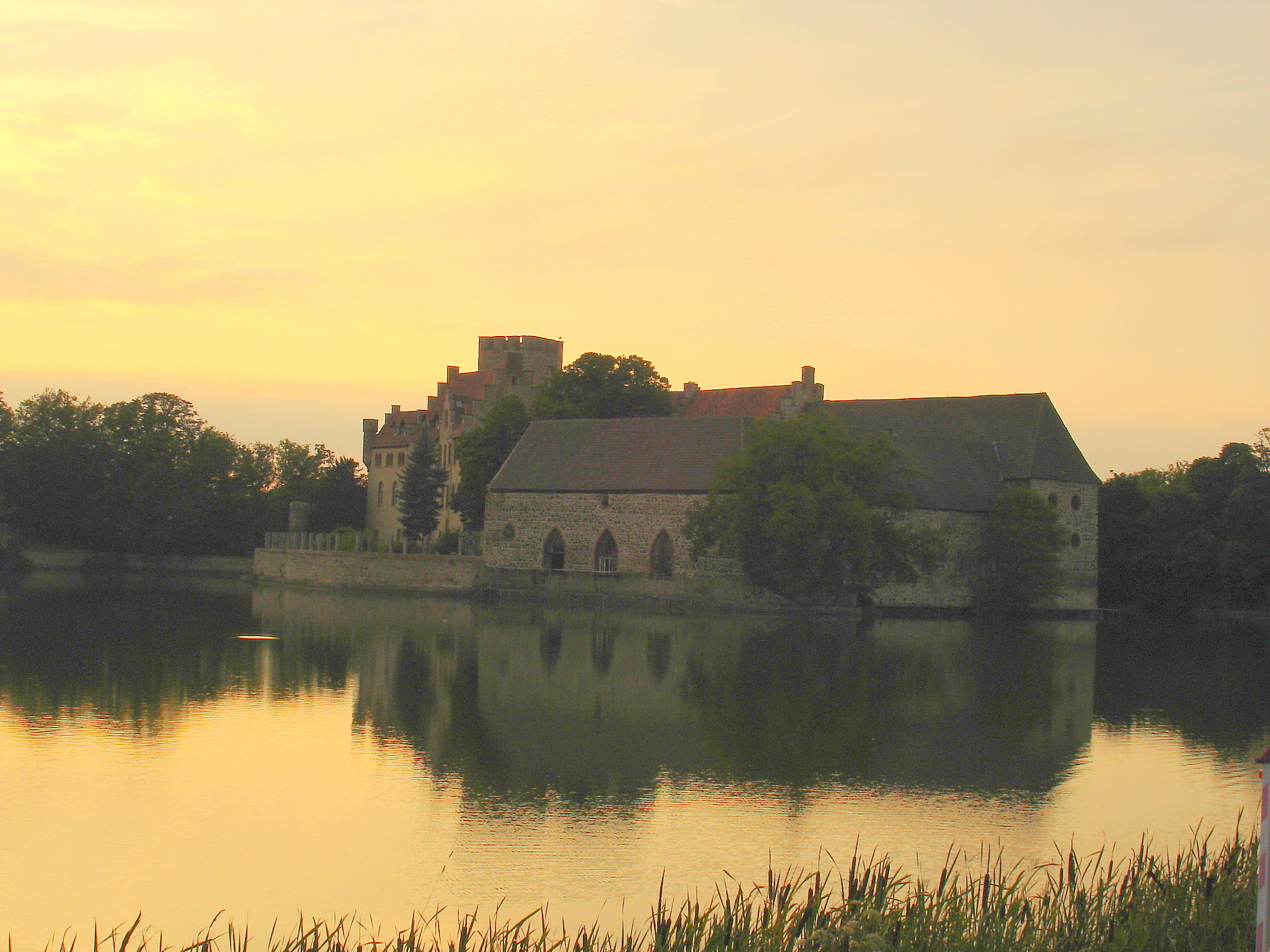
De Waterburcht in Flechtingen

Altenhausen ·
Am Großen Bruch ·
Angern ·
Ausleben ·
Barleben ·
Beendorf ·
Bülstringen ·
Burgstall ·
Calvörde ·
Colbitz ·
Eilsleben ·
Erxleben ·
Flechtingen ·
Gröningen ·
Haldensleben ·
Harbke ·
Hohe Börde ·
Hötensleben ·
Ingersleben ·
Kroppenstedt ·
Loitsche-Heinrichsberg ·
Niedere Börde ·
Oebisfelde-Weferlingen ·
Oschersleben (Bode) ·
Rogätz ·
Sommersdorf ·
Sülzetal ·
Ummendorf ·
Völpke ·
Wanzleben-Börde ·
Wefensleben ·
Westheide ·
Wolmirstedt ·
Zielitz